# Dina Powell
Dina Powell McCormick, nata Habib (in copto Ⲇⲓⲛⲁ Ϩⲁⲃⲓⲃ, in arabo دينا حبيب‎?; Cairo, 12 giugno 1973) è un'imprenditrice e politica statunitense, conosciuta per essere stata vice consulente per la strategia della Sicurezza nazionale degli Stati Uniti  con la presidenza di Donald Trump.
Membro per tutta la vita del Partito Repubblicano, è stata coinvolta nella politica repubblicana in Texas durante e dopo il suo periodo presso l'Università del Texas ad Austin. Durante l'amministrazione di George W. Bush, Powell ha ricoperto diversi ruoli, prima come assistente del presidente per il personale presidenziale e poi come assistente del segretario di Stato per gli affari educativi e culturali e vice sottosegretario di Stato per gli affari pubblici e la diplomazia pubblica. Nel 2007, Powell è entrata a far parte di Goldman Sachs, dove è diventata amministratore delegato e infine partner dell'azienda, nonché presidente della sua controllata senza scopo di lucro, la Goldman Sachs Foundation. In tale veste gestiva il programma 10.000 donne della fondazione.
Powell è entrata a far parte dell'amministrazione Trump durante il periodo di transizione e da allora in poi è rimasta. In qualità di vice consigliere per la sicurezza nazionale ha avuto un ruolo nel determinare il primo anno di politica estera dell'amministrazione, soprattutto per quanto riguarda la politica mediorientale. Era anche assistente del presidente e consigliere senior per le iniziative economiche, una posizione – richiedeva circa il 20% del suo tempo – che è continuata dopo il suo incarico nella sicurezza.
Ha lasciato l'amministrazione all'inizio del 2018, tornando a lavorare per Goldman Sachs. Nell'ottobre 2018, Powell è stata una dei principali candidati per la posizione di ambasciatore degli Stati Uniti presso le Nazioni Unite, ma si è ritirata ed è rimasta con la società finanziaria. Powell ha lasciato Goldman Sachs nel maggio 2023 per entrare a far parte di BDT & MSD Partners, una banca d'affari.

## Biografia
Dina Habib è nata al Cairo, in Egitto, da una famiglia cristiana copta della classe media. Suo padre era un capitano dell'esercito egiziano e sua madre aveva frequentato l'Università americana del Cairo. I genitori hanno portato lei e sua sorella minore negli Stati Uniti da bambina. Habib arrivò senza sapere l'inglese. La famiglia Habib si stabilì a Dallas, in Texas, dove aveva parenti all'interno della comunità copta. I genitori gestivano un minimarket, a volte suo padre lavorava come autista di autobus e nel settore immobiliare, mentre sua madre intraprendeva una carriera nel sociale. Una terza figlia è nata una volta che la famiglia era in America.
Habib ha imparato l'inglese a scuola, ma la famiglia ha insistito sul fatto che fosse cresciuta con la cultura e la lingua egiziana, quindi parla correntemente l'arabo. Delle azioni dei suoi genitori, in seguito disse: "Volevo così disperatamente un sandwich di tacchino e formaggio con patatine fritte, e invece avevo sempre foglie d'uva, hummus e falafel, nemmeno in un sacchetto di carta marrone fresco. E ora, ovviamente, apprezzo così tanto quello che ho fatto". Ciascuno dei membri della famiglia nati all'estero divenne cittadino naturalizzato degli Stati Uniti. Ha frequentato la scuola di preparazione per ragazze dell'Accademia delle Orsoline di Dallas, presso la quale si è diplomata nel 1991.
Ha poi frequentato l'Università del Texas presso l'Austin College of Liberal Arts dove si è iscritta al programma Plan I Honors. Ha effettuato il servizio alla comunità come parte del suo programma. Habib ha aiutato a pagare l'università lavorando come assistente legislativo per due membri repubblicani del Senato dello Stato del Texas: Ike Harris e Jerry E. Patterson. Con loro, ha lavorato su una serie di questioni politiche, inclusa la riforma della giustizia minorile. La sua famiglia si identificò fortemente con il Partito Repubblicano e ammirò molto Ronald Reagan. Ha adottato le stesse opinioni, ricordando in seguito che "... quando ho iniziato a lavorare con i repubblicani mi sono resa conto di essere d'accordo con le opinioni sull'empowerment personale, sul minor coinvolgimento del governo, sull'avere la capacità di parlare di cose senza che il governo fosse necessariamente coinvolto. E dal lato economico sono decisamente convinta che le persone dovrebbero spendere di più dei loro soldi e spenderli nel modo in cui la pensano così e investirli con saggezza".
Per la sua tesi con lode, ha scritto sul valore del tutoraggio dei delinquenti minorenni. Si è laureata con lode all'Università del Texas in Lettere presso il suo College of Liberal Arts nel 1995. Habib aveva anche fatto domando ad una scuola di legge ed era stata accettata. Tuttavia, in parte a causa della sua padronanza dell'arabo, ha ricevuto l'offerta di uno stage di un anno con il senatore statunitense del Texas, Kay Bailey Hutchison. Ha accettato lo stage, trasferendosi a Washington e non più tornata alla facoltà di giurisprudenza. 
Dopo la conclusione del tirocinio di un anno, ha accettato un lavoro con Dick Armey, il leader della maggioranza repubblicana alla Camera dei rappresentanti degli Stati Uniti. Lì, ha lavorato come membro del suo staff dirigente. Questo ruolo è durato quattro anni. Successivamente, ha accettato un lavoro presso il Comitato nazionale repubblicano dove è stata direttrice degli affari del Congresso e ha contribuito a trovare posizioni per i repubblicani in società di lobbying. In questo ruolo è stata coinvolta nella campagna presidenziale di George W. Bush nel 2000.

### Amministrazione Bush

#### Ufficio del personale della Casa Bianca

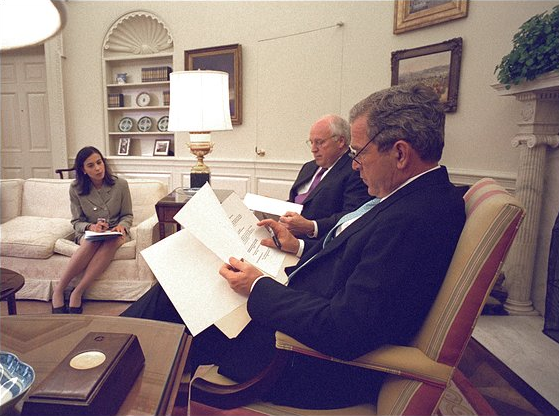
Powell controlla delle carte nella Sala Ovale con il Vice Presidente Dick Cheney e il Presidente George W. Bush nel gennaio 2005

Powell venne assunta come vice assistente del presidente per il personale presidenziale. Diventando poi nel gennaio 2003 responsabile di quell'incarico, assumendo così una posizione di alto livello presso la Casa Bianca. In questo ruolo, era responsabile dell'assistenza al Presidente nelle nomine del gabinetto, del sottogabinetto e delle posizioni di ambasciatore nel governo degli Stati Uniti. Aveva uno staff di 35 persone che le riportavano; una volta che il secondo mandato della presidenza Bush è iniziato nel gennaio 2005, faceva parte dell'assunzione di circa 4.000 persone. All'età di 29 anni, era la persona più giovane a ricoprire questa posizione. 
Alcune delle raccomandazioni che ha fatto per il Dipartimento di Stato degli Stati Uniti l'hanno messa in buona posizione con il Segretario di Stato Condoleezza Rice.

### Dipartimento di Stato
Nel marzo 2005, Powell è stata nominata Assistente Segretario di Stato per gli affari educativi e culturali, un incarico che includeva l'incarico di ambasciatore nel mondo di lingua araba. La notizia della nomina è stata pubblicata sulla prima pagina di Al-Ahram e l'ha resa nota in Egitto. Powell ha ricoperto questo ruolo dall'11 luglio 2005 al 6 giugno 2007. Powell è stata anche designata dal Segretario Rice alla carica di Vice Sottosegretario di Stato per la diplomazia pubblica e gli affari pubblici. Inoltre, Powell guidava il Bureau of Educational and Cultural Affairs, sotto la cui responsabilità ricadevano il programma Fulbright e simili iniziative estere. Nel suo ruolo, Powell ha viaggiato in tutto il mondo con la segretaria Rice, ma si è concentrata principalmente sul Medio Oriente. 
Durante questo periodo, Powell ha stabilito diverse partnership pubblico-private tra società americane ed entità straniere, inclusa una partnership USA-Libano sulla scia della guerra del 2006 che ha cercato di aiutare a ricostruire l'economia locale. Ha contribuito a creare alcuni scambi culturali tra gli Stati Uniti e la Repubblica islamica dell'Iran, compreso uno scambio tra medici iraniani e una squadra di wrestling statunitense. Powell ha anche messo in contatto leader femminili emergenti con la comunità del Summit delle donne più potenti di Fortune, una joint venture tra il Dipartimento di Stato e la rivista Fortune che ha ricevuto elogi nel decennio successivo. 
Nel 2007, ha lasciato la Casa Bianca e il servizio governativo, dicendo: "È il momento giusto per me e la mia famiglia". Era stata l'arabo-americana di grado più alto nell'amministrazione Bush. Il Washington Post ha valutato che Dina Habib Powell aveva "svolto un ruolo fondamentale negli sforzi dell'amministrazione per rafforzare la diplomazia pubblica di fronte all'ondata di antiamericanismo che ha travolto il mondo arabo dall'invasione americana dell'Iraq". Powell sarebbe poi entrata a far parte del Consiglio consultivo del Centro presidenziale di George W. Bush. 

### Goldman Sachs

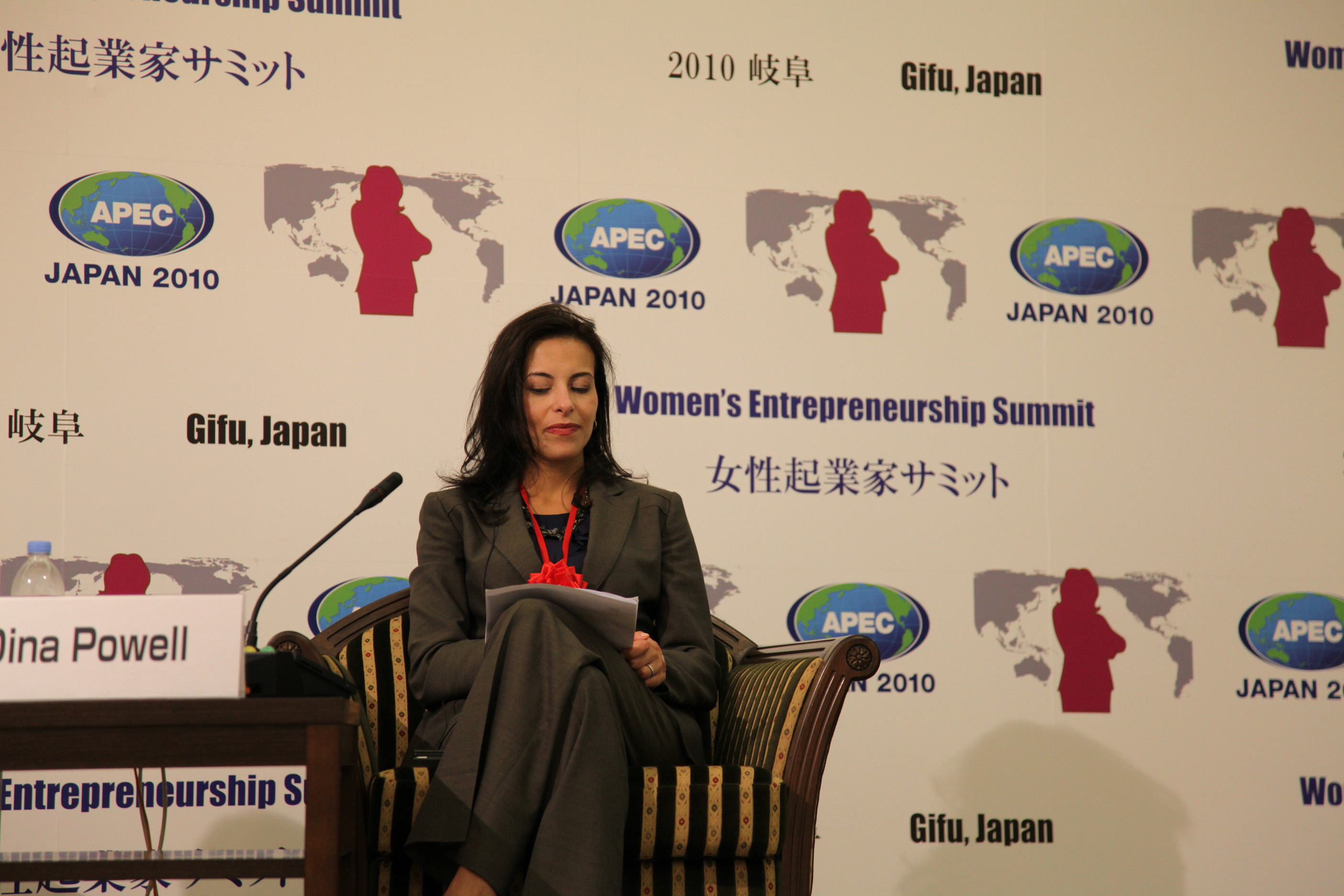
Powell come relatrfice al vertice sull'imprenditoria femminile dell'APEC 2010 in Giappone

Powell è entrata a far parte di Goldman Sachs nel 2007 come amministratore delegato, essendo stata assunta da John FW Rogers, con esperienza nelle passate amministrazioni repubblicane. Powell è stata poi nominata partner nel 2010. Ha ammesso di essere entrata a far parte di Goldman Sachs nonostante non avesse esperienza in materia di finanza, ma ha affermato che tutta la sua carriera è stata guidata dall'idea di non pianificare molto ma piuttosto "fare solo quel salto di fede". 
Powell ha supervisionato l'attività di impact investing dell'azienda ed è stata presidente della Goldman Sachs Foundation a partire dal 2010. Questo si aggiungeva alle sue responsabilità come capo globale dell'Office of Corporate Engagement e membro del Goldman Sachs Partnership Committee. In qualità di leader di Goldman Sachs Impact Investing, Powell era responsabile di un'azienda con oltre 4 miliardi di dollari in investimenti per l'edilizia abitativa e lo sviluppo della comunità negli Stati Uniti. 
Nel suo ruolo di presidente della Goldman Sachs Foundation, Powell ha guidato una delle più grandi fondazioni aziendali del mondo. Ha contribuito a costruire ed è stato responsabile di tutte le iniziative della Fondazione a sostegno e sviluppo di imprenditori in tutto il mondo, comprese 10.000 donne e 10.000 piccole imprese, fornendo alle donne imprenditrici nei paesi in via di sviluppo formazione aziendale, accesso al capitale e mentori. Sotto Powell, Goldman Sachs ha collaborato con International Finance Corporation e Overseas Private Investment Corporation a raccogliere 600 milioni di dollari, per fornire accesso al capitale a più di 100.000 donne in tutto il mondo. Per realizzare questo progetto, Powell ha lavorato a stretto contatto con il Dipartimento di Stato. 
Powell come Head, Impact Investing Business, Goldman Sachs, al forum Women's Economic Empowerment in the Middle East and North Africa, luglio 2015
Powell ha anche guidato Goldman Sachs Gives, un fondo istituito nel 2007 e strutturato come un veicolo per consolidare le donazioni di beneficenza dei partner di Goldman Sachs. 
Durante la sua permanenza alla Goldman Sachs, Powell è entrata a far parte dei consigli di amministrazione della Social Enterprise Initiative della Harvard Kennedy School, l'Università americana del Cairo, il Center for Global Development, Vital Voices e la scuola Nightingale-Bamford. Powell è elencata come membro del Council on Foreign Relations e membro della Commissione Trilaterale. 

### Amministrazione Trump
Powell non ha avuto contatti con il presidente entrante o la sua famiglia fino a dopo le elezioni presidenziali degli Stati Uniti del 2016. Ha ricevuto una telefonata da Ivanka Trump, interessata alle metriche in base alle quali era stato giudicato il successo di 10.000 donne. È stata quindi coinvolta nel periodo di transizione dell'amministrazione entrante, in particolare per quanto riguarda l'emancipazione delle donne e delle ragazze e il potenziale dell'imprenditoria femminile. 
A partire dal 20 gennaio 2017, Powell ha iniziato a ricoprire il ruolo di Senior Advisor del Presidente per l'imprenditorialità, la crescita economica e l'emancipazione delle donne. In tal modo è diventata uno dei pochi funzionari dell'amministrazione Bush a unirsi a questa nuova amministrazione. Powell si è trasferita da New York City a Washington, intendeva entrare nell'amministrazione solo per un anno. 

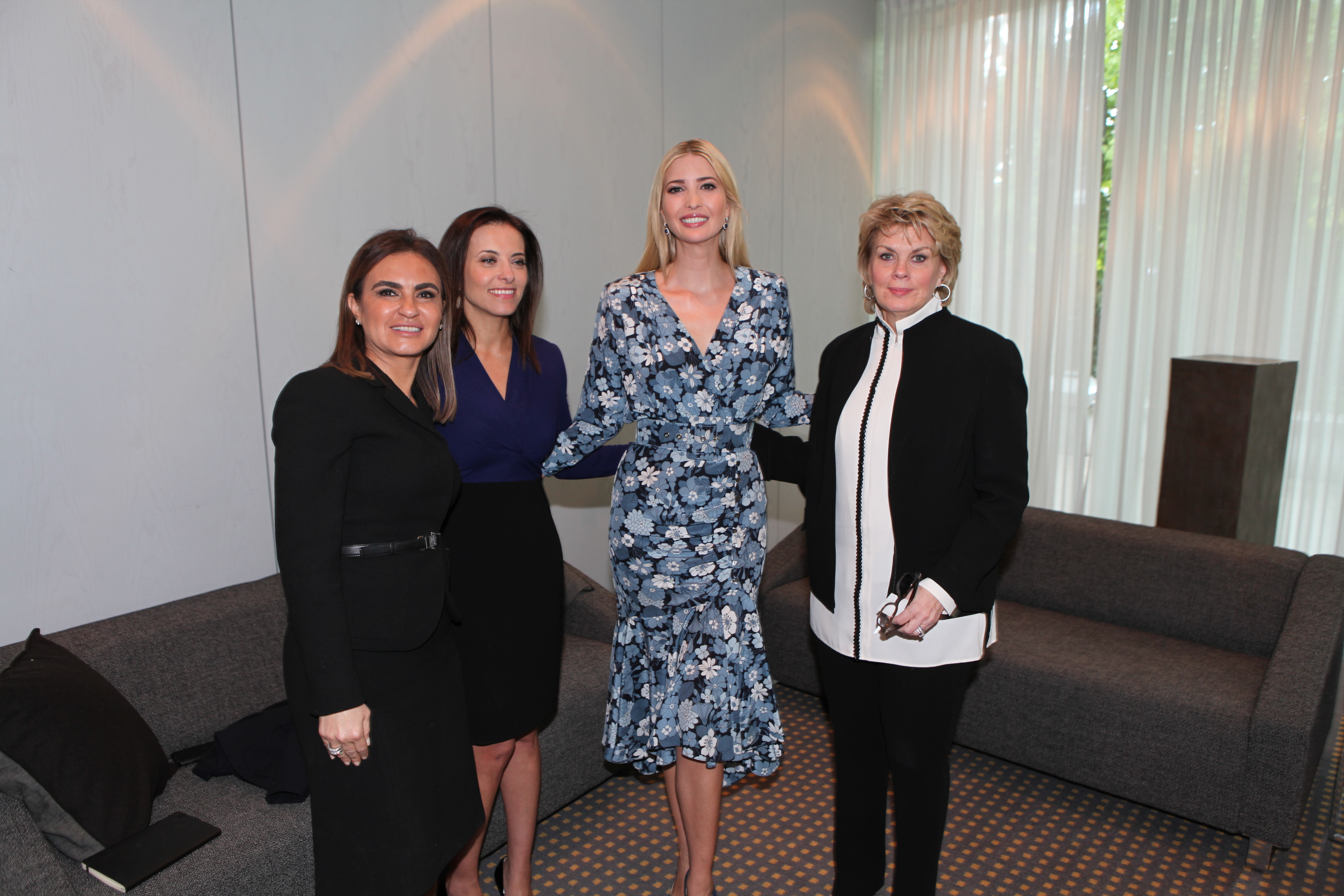
Powell con Ivanka Trump alla conferenza W20

Powell ha guidato un programma congiunto americano-canadese per promuovere il ruolo delle donne negli affari, facendo riferimento a quello che è stato formalmente chiamato il Consiglio Stati Uniti-Canada per il progresso delle donne imprenditrici e dirigenti d'azienda. Questo sforzo coinvolse anche il primo ministro canadese Justin Trudeau. Un altro tentativo di Powell prevedeva una sessione di ascolto sui temi correlati del traffico di esseri umani nazionale e internazionale. 
Powell era visibile al di fuori dell'ambito del suo ruolo quando faceva parte di un incontro tra il presidente e il ministro della difesa saudita Mohammed bin Salman. Successivamente ha condiviso la responsabilità della supervisione di un importo di 200 miliardi di dollari di accordi di armi tra Stati Uniti e Arabia Saudita. Ha continuato ad assistere Ivanka Trump. La rete di contatti di Powell nel mondo finanziario, aziendale e governativo era considerata una risorsa preziosa per la nuova amministrazione. Anche dopo essere stata nominata vice consigliere per la sicurezza nazionale nel marzo 2017, Powell ha comunque trascorso il 20% del suo tempo in questo ruolo iniziale. 
Nel giugno 2017, Powell è stata una consulente chiave in un viaggio in Canada per migliorare le questioni economiche con quella nazione. 
Powell era nella rosa dei candidati per il capo dello staff della Casa Bianca per sostituire Reince Priebus. Ivanka e suo marito stavano spingendo per Powell. Secondo quanto riferito, il presidente era soddisfatto della performance di Powell fino a quel momento e ha considerato l'idea, ma nel luglio 2017 ha scelto il segretario per la sicurezza interna ed ex generale John F. Kelly. 

### Consiglio di sicurezza nazionale

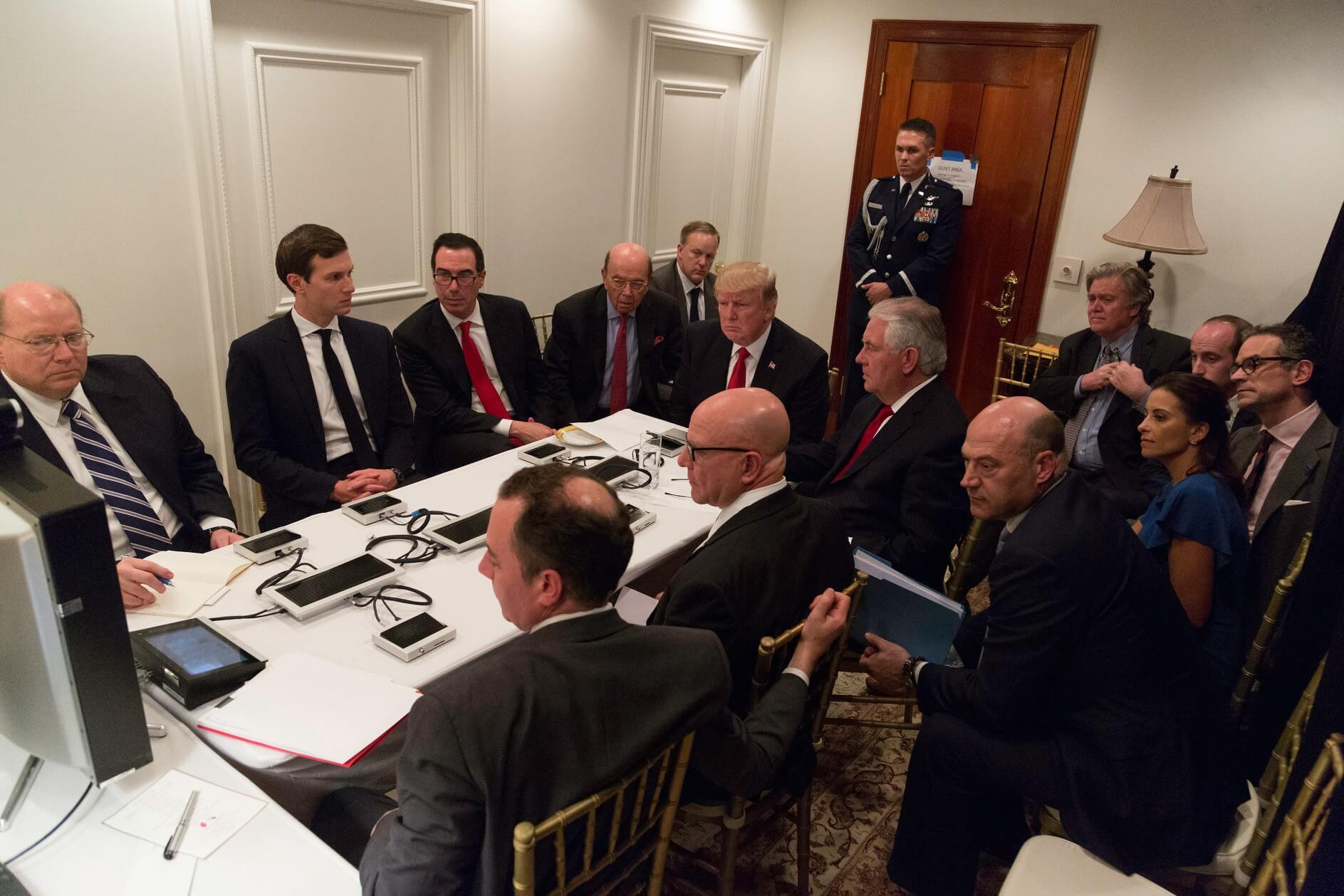
Powell (all'estrema destra), unica donna, durante l'operazione di attacco missilistico siriano dell'aprile 2017

Il 15 marzo 2017, Powell è stata nominata vice consigliere per la strategia per la sicurezza nazionale, pur mantenendo anche la sua posizione economica. L'impulso per questo incarico è venuto dal consigliere per la sicurezza nazionale recentemente nominato, HR McMaster, che a sua volta rispondeva a persone esterne all'amministrazione che suggerivano il suo nome. 
Nell'aprile 2017 il New York Times ha definito Powell una "stella nascente" nell'establishment della sicurezza nazionale, un appellativo ripreso dalla rivista Vogue, mentre l'Associated Press ha scritto che "Dina Powell si è tranquillamente affermata come una energia della Casa Bianca." Inoltre, il Washington Post ha sostenuto che "è una delle figure più interessanti della nuova amministrazione". In parte questo livello di attenzione era dovuto al fatto che in quel mese McMaster elevò la posizione di Deputy for Strategy a un ruolo più elevato all'interno dell'NSC, il che significa che Powell venne a partecipare sia al Comitato dei presidi che al Comitato dei deputati del Consiglio di sicurezza nazionale. Da parte sua, Powell ha assistito McMaster nello sviluppo di rapporti di lavoro con vari membri del gabinetto. 

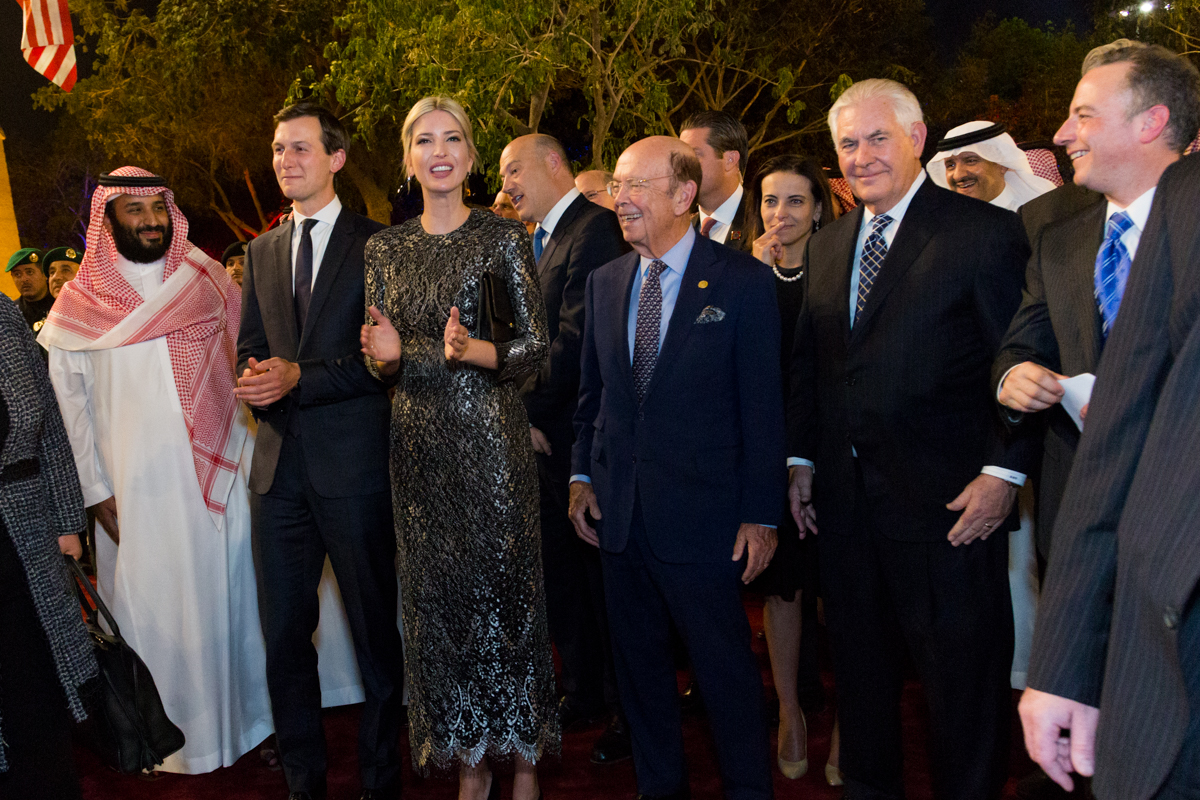
Powell con altri durante il viaggio in Arabia Saudita, 2017

Per quanto riguarda il rapporto del maggio 2017 di una rivelazione di Donald Trump di informazioni riservate alla Russia, durante la quale Powell era presente nella stanza, ha dichiarato: "Questa storia è falsa". Tuttavia, questo incontro senza preavviso con il ministro degli Esteri russo Sergei Lavrov e l'ambasciatore Sergey Kislyak, è stato successivamente rivelato da Trump all'intelligence israeliana. Mentre lei dissimulava per coprire l'errore del presidente, lui in seguito ammise di aver rivelato questi segreti. 
È stata tra gli alti funzionari ad andare nel maggio 2017 in Arabia Saudita con Donald Trump. È stata coinvolta in diversi negoziati con le parti mediorientali, dove a volte era l'unica donna al tavolo. Powell è stata una delle figure chiave per ottenere il rilascio dell'operatrice umanitaria egiziana Aya Hijazi. A partire da giugno 2017, ha coinvolto gli sforzi degli Stati Uniti per liberare vari ostaggi americani detenuti in paesi d'oltremare. Il mese successivo è stata una di quelle che accompagnavano il viaggio in Polonia e Germania verso il vertice del G20 di Amburgo del 2017.

## Vita privata
Ha sposato nel gennaio 1998 Richard C. Powell, professionista delle pubbliche relazioni, diventato prima amministratore delegato della Quinn Gillespie & Associates con sede a Washington e poi presidente di Teneo Strategy. La coppia ha due figlie, nate nel 2001 e nel 2006. Hanno divorziato nel 2017.
Nel 2018 Powell è stata fidanzata con il finanziere ed ex funzionario del governo David McCormick. Si sono sposati nel 2019.  A quel tempo McCormick era stato preso in considerazione per il Segretario alla Difesa degli Stati Uniti. Non ha ottenuto quella posizione. Nel 2022, è stato uno dei principali contendenti per la nomination repubblicana alle elezioni del Senato degli Stati Uniti del 2022 in Pennsylvania.